# Coulée verte René-Dumont

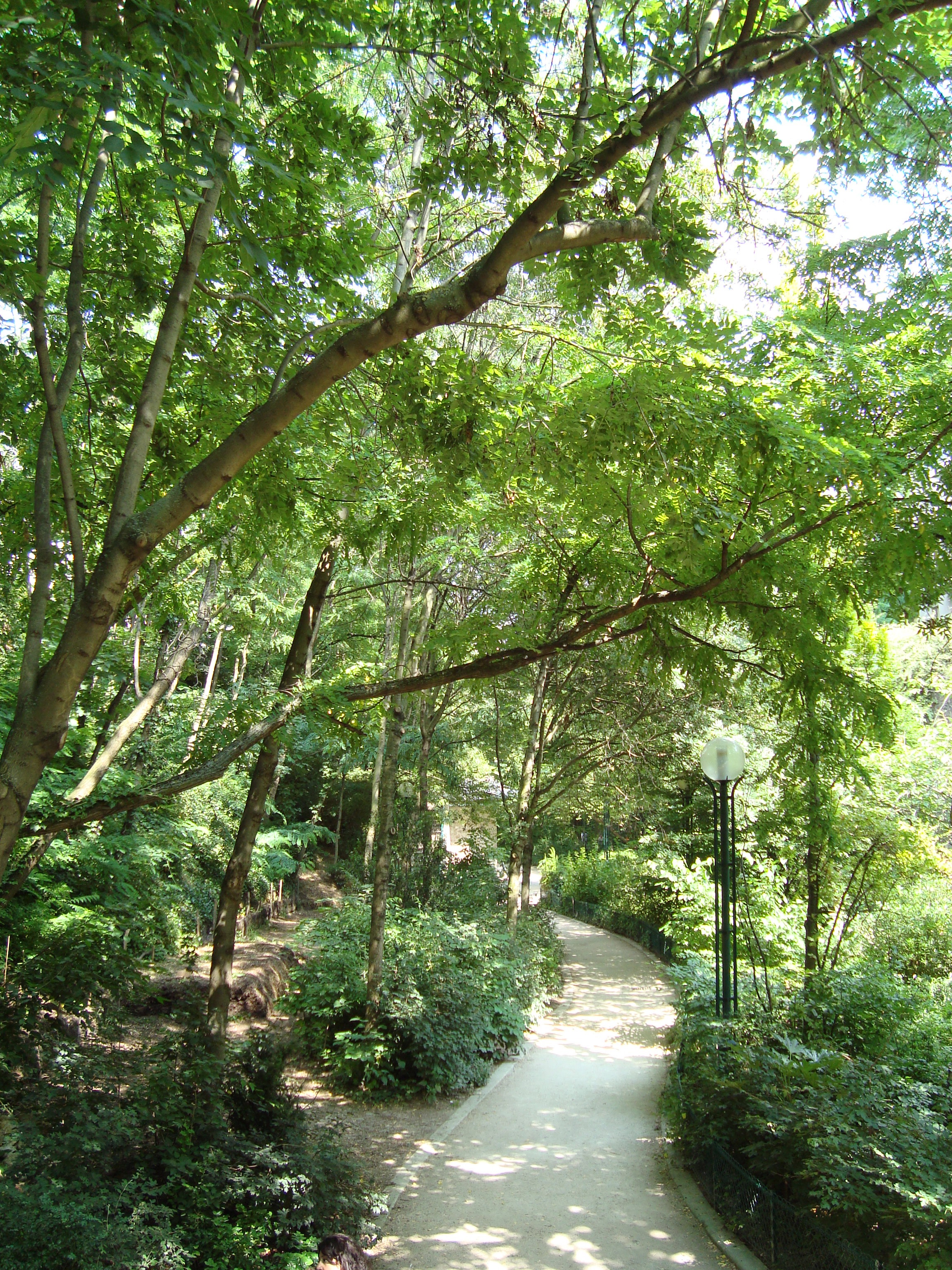
El paseo a la altura de la calle Picpus

El Sendero verde René-Dumont, (en francés: Coulée verte René-Dumont), es un jardín público lineal situado en el XII Distrito de París siguiendo el recorrido de una antigua línea de tren. Parte del trazado trascurre a 10 metros de altura sobre el viaducto de las Artes.

## Historia
El paseo sigue el trazado de la antigua línea de Vincennes que unía desde 1859 la estación de la Bastilla con la localidad de Verneuil-l'Étang. En 1969, la línea fue cancelada y parte de ella se integró en el trazado de la línea A de la red de trenes de cercanías de París. El resto fue abandonado.
A partir de los años 80, la zona fue rehabilitada. En 1984, la estación de la Bastilla fue derruida y sustituida por la Ópera de la Bastilla. En 1988, el paisajista Jacque Vergely y el arquitecto Philippe Mathieux iniciaron las obras del paseo plantado. Estas concluyeron en 1993. Se crearon además otros espacios verdes como el Jardín Charles-Peguy, el Jardín de Reuilly y el jardín de la Estación de Reuilly.

## Descripción
El paseo, de 4,7 kilómetros de largo, arranca a la altura de la Ópera de la Bastilla, al principio del viaducto de las Artes y concluye en el bulevar periférico en la Puerta de Montempoivre.
En su parte inicial, situada sobre el propio viaducto de las Artes, el paseo sigue una orientación sureste paralela a la avenida Daumesnil hasta llegar al jardín de Reuilly, el cual supera gracias a una pasarela. Superado el jardín, el paseo regresa al nivel del suelo y se integra en la parte central de la Avenida Vivaldi. Al final de la avenida el paseo gira al Este retomando el trazado de la antigua línea ferroviaria de Vincennes, pasando por túneles en dos ocasiones. A la altura de la Calle de Sahel el trazado se bifurca en dos partes: una alcanza la Puerta de Montempoivre mientras que la otra, que gira al Sur, sigue el tramo que unía la línea con la Petite Cinture, otro línea férrea abandonada, hasta llegar al Jardín Charles-Péguy.

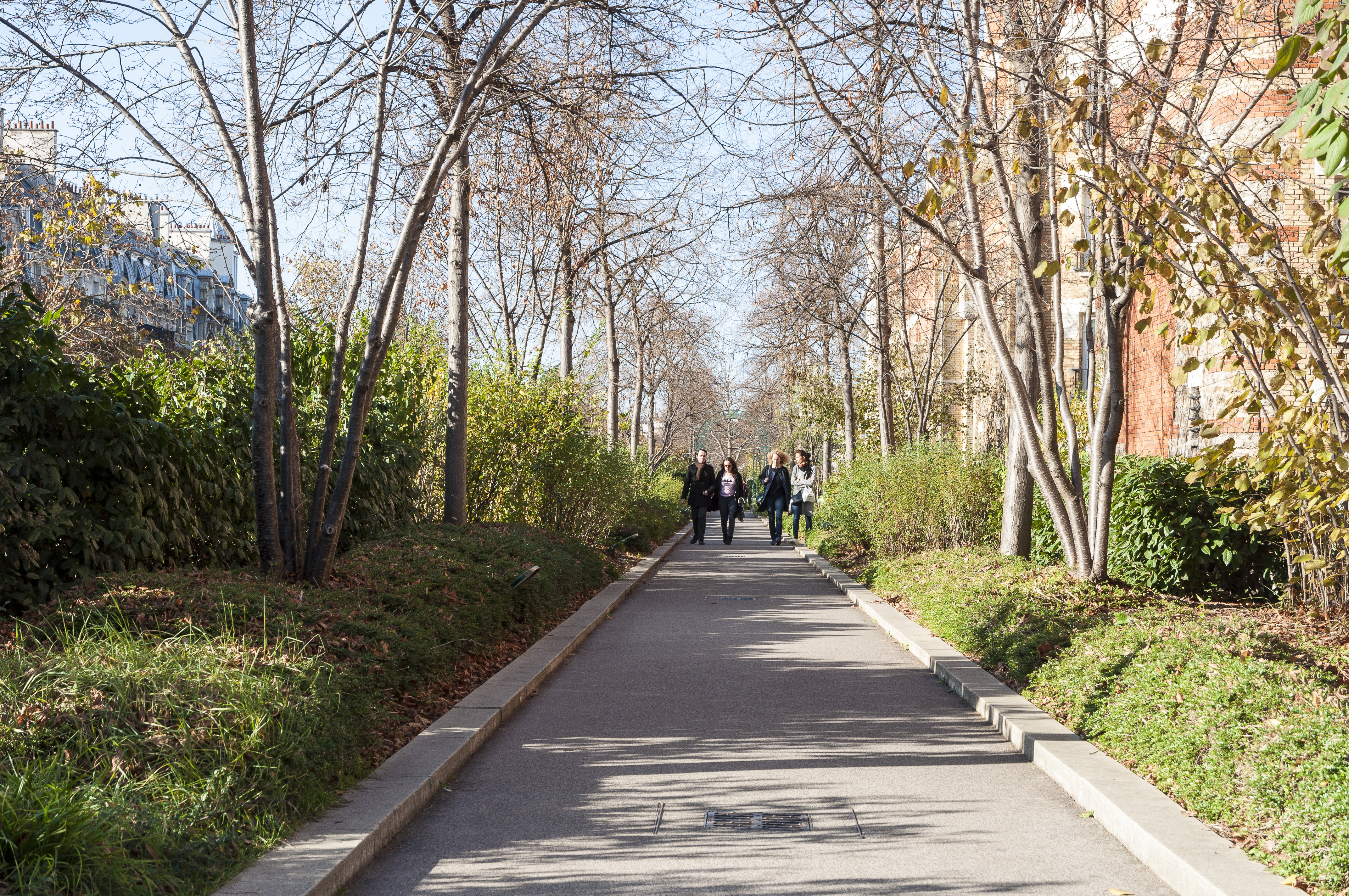
Paseo bordeado de vegetación
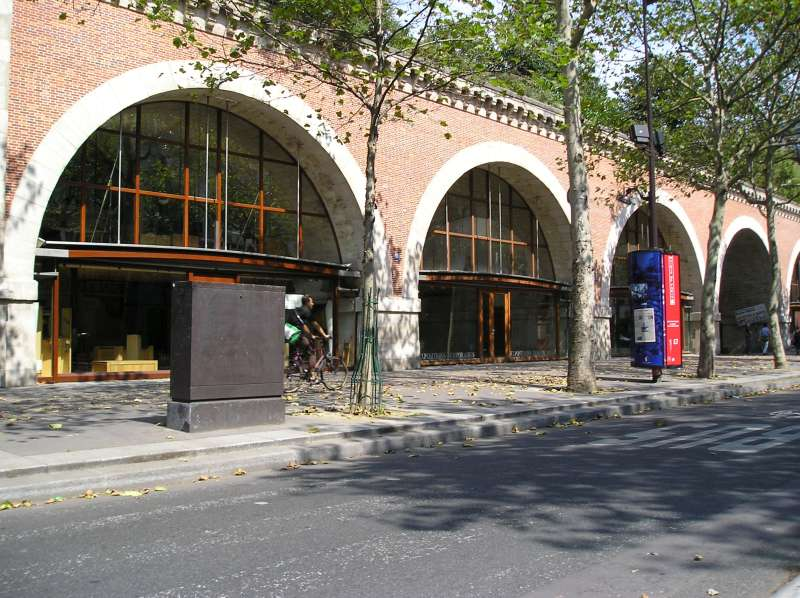
El viaducto de las Artes visto desde la avenida Daumesnil.
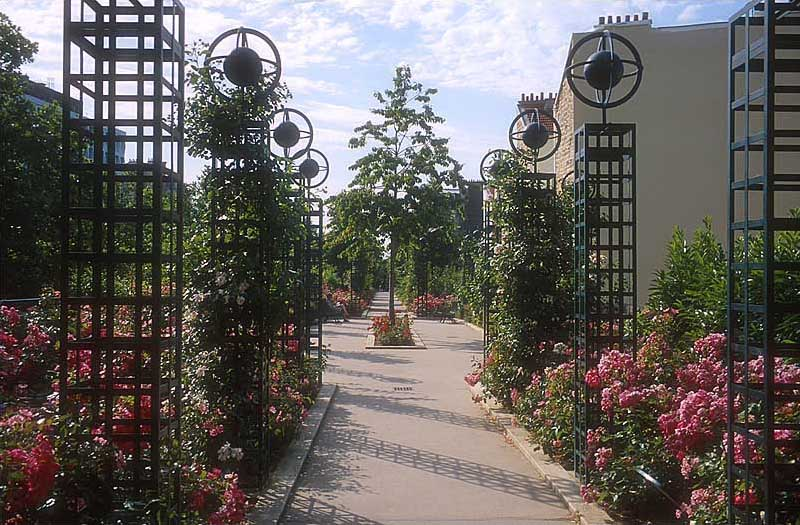
Una vista desde el paseo plantado, sobre la parte sobresaliendo en el viaducto de las Artes.
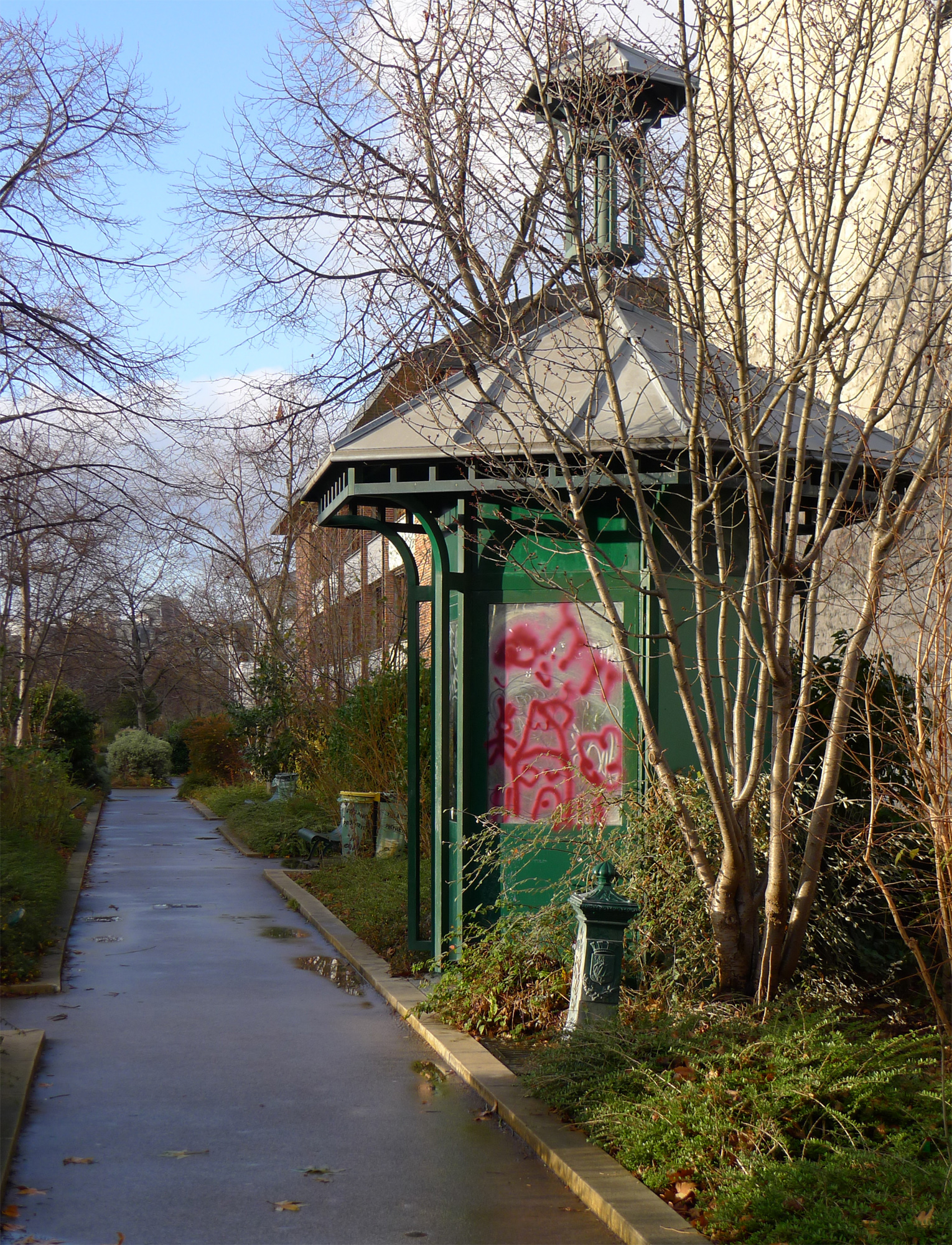
Mobiliario urbano: garita y fuente Wallace.
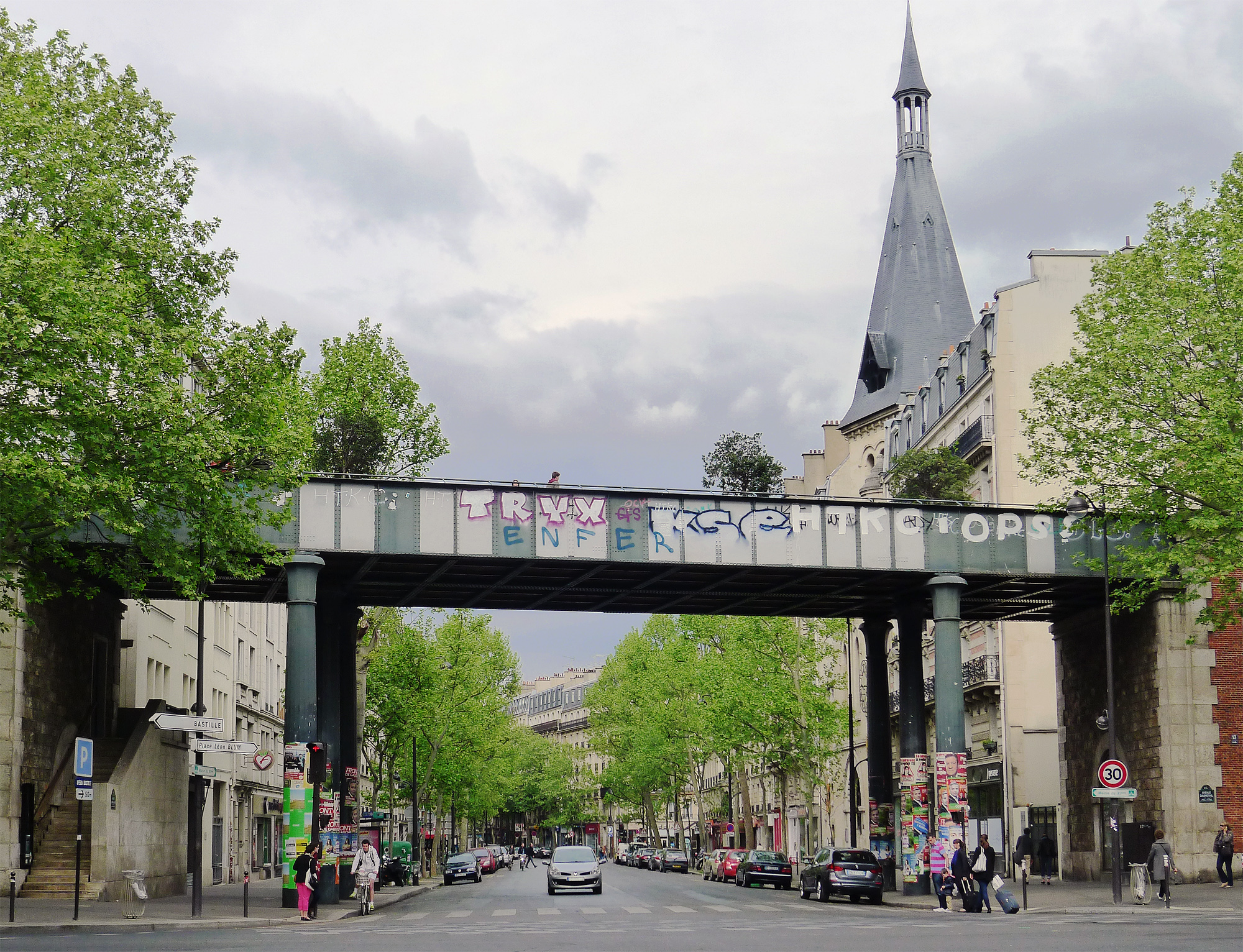
Antiguo puente ferroviario del paseo plantado franqueando la avenida Ledru-Rollin.
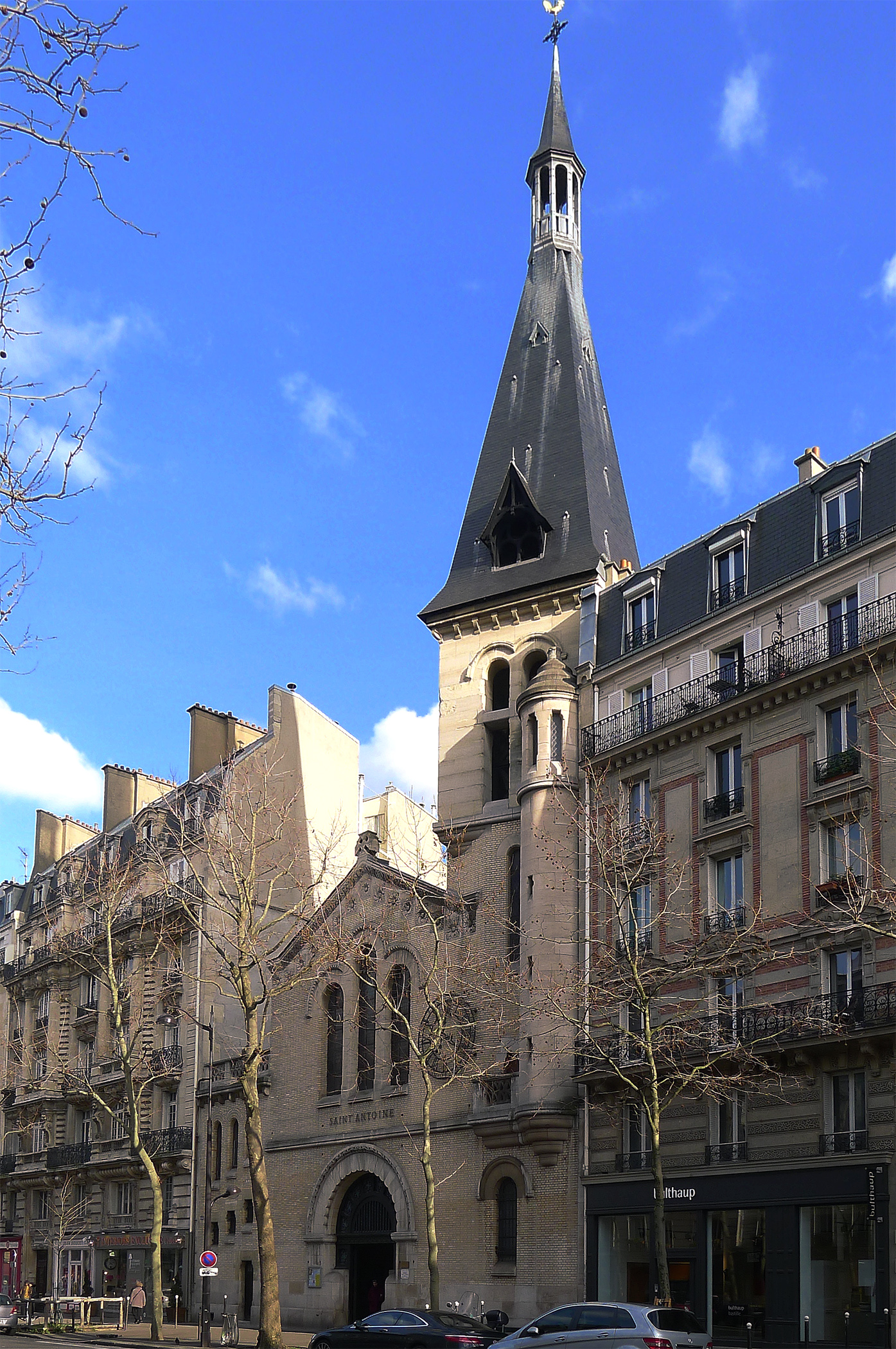
Iglesia Saint-Antoine-des-Quinze-Vingts.
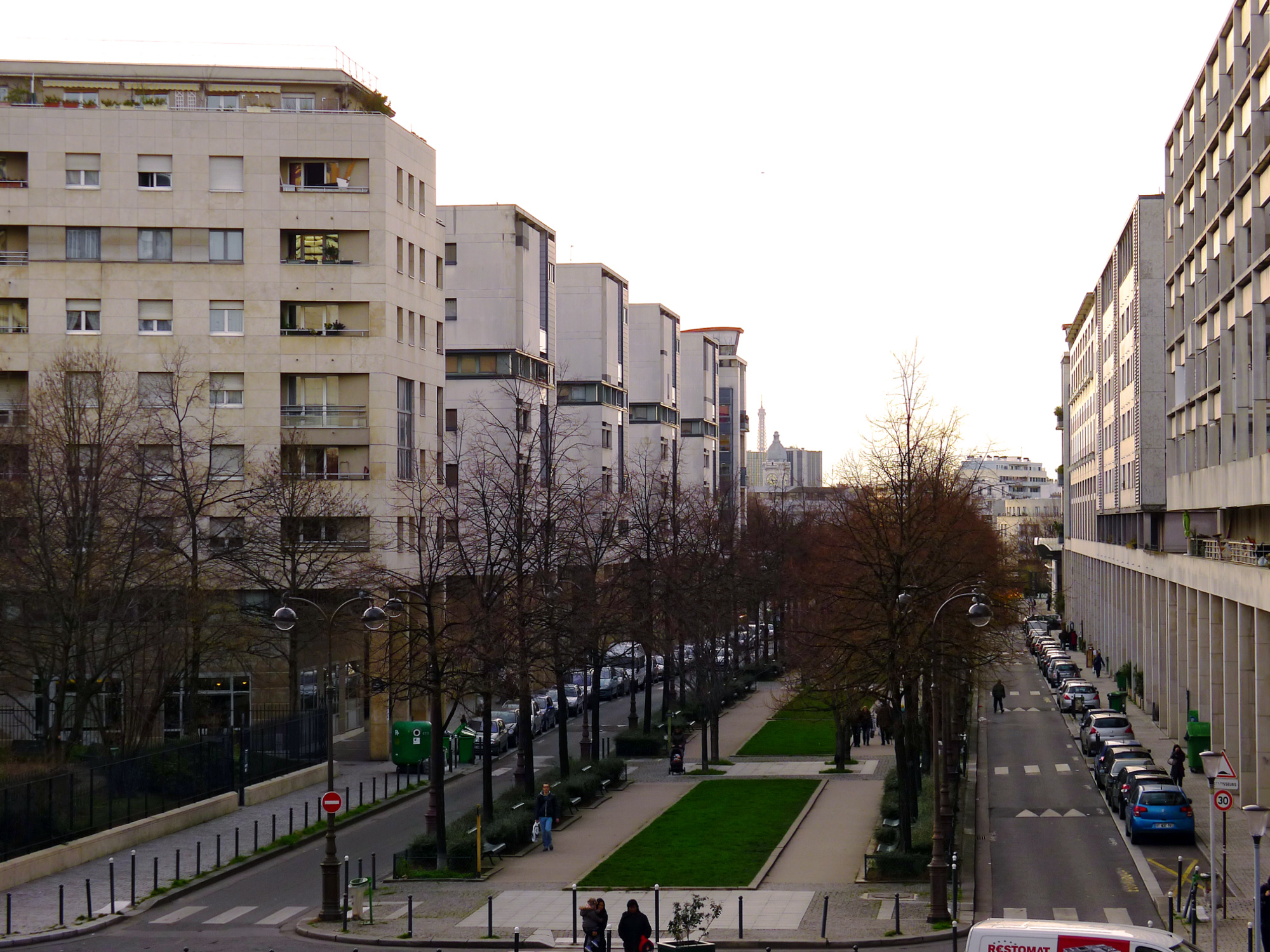
Le mail del paseo Vivaldi.